# Trung Hoa Các ở Drottningholm
59°19′1″B 17°52′43″Đ / 59,31694°B 17,87861°Đ

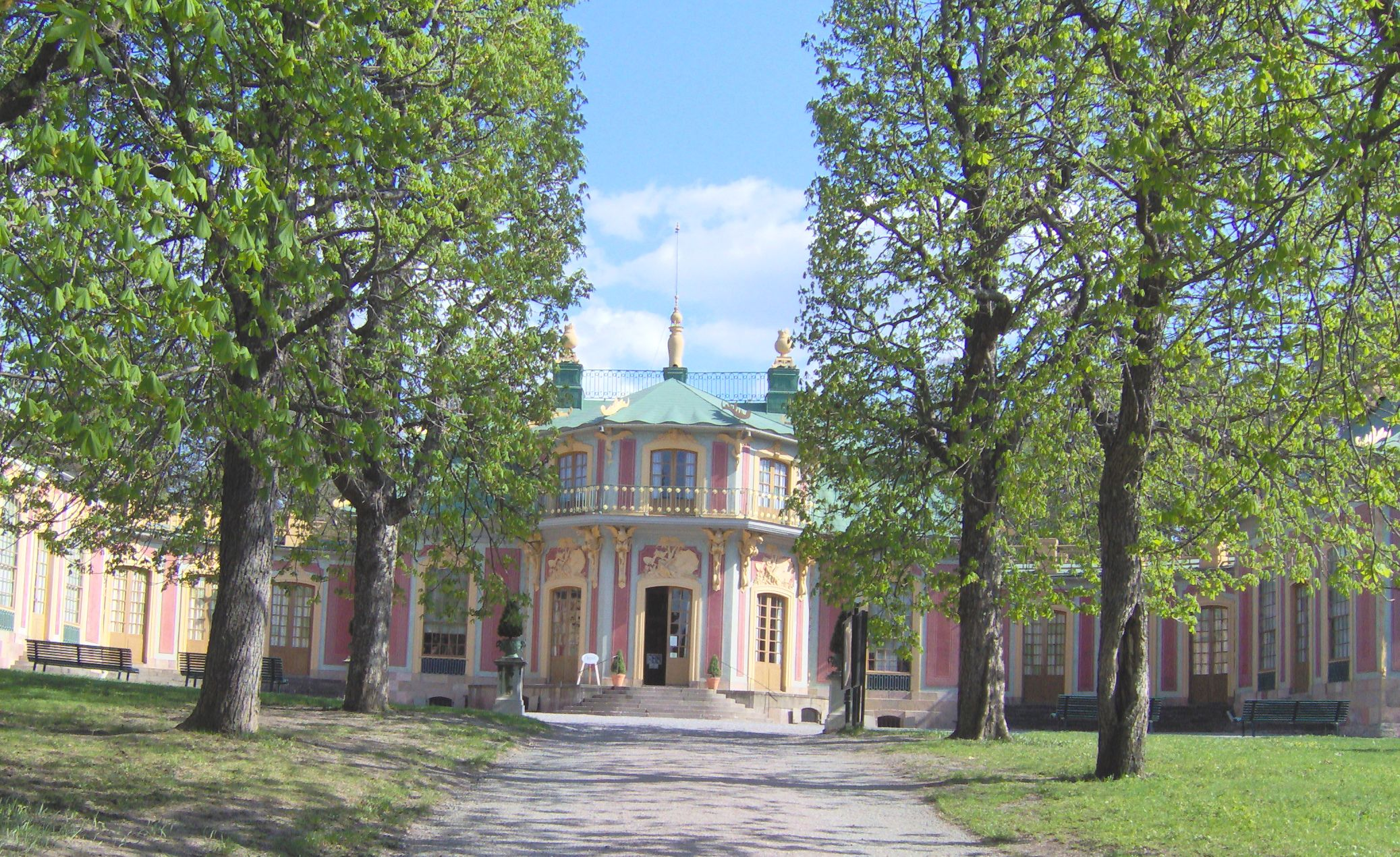
Trung Hoa Các ở Cung điện Drottningholm

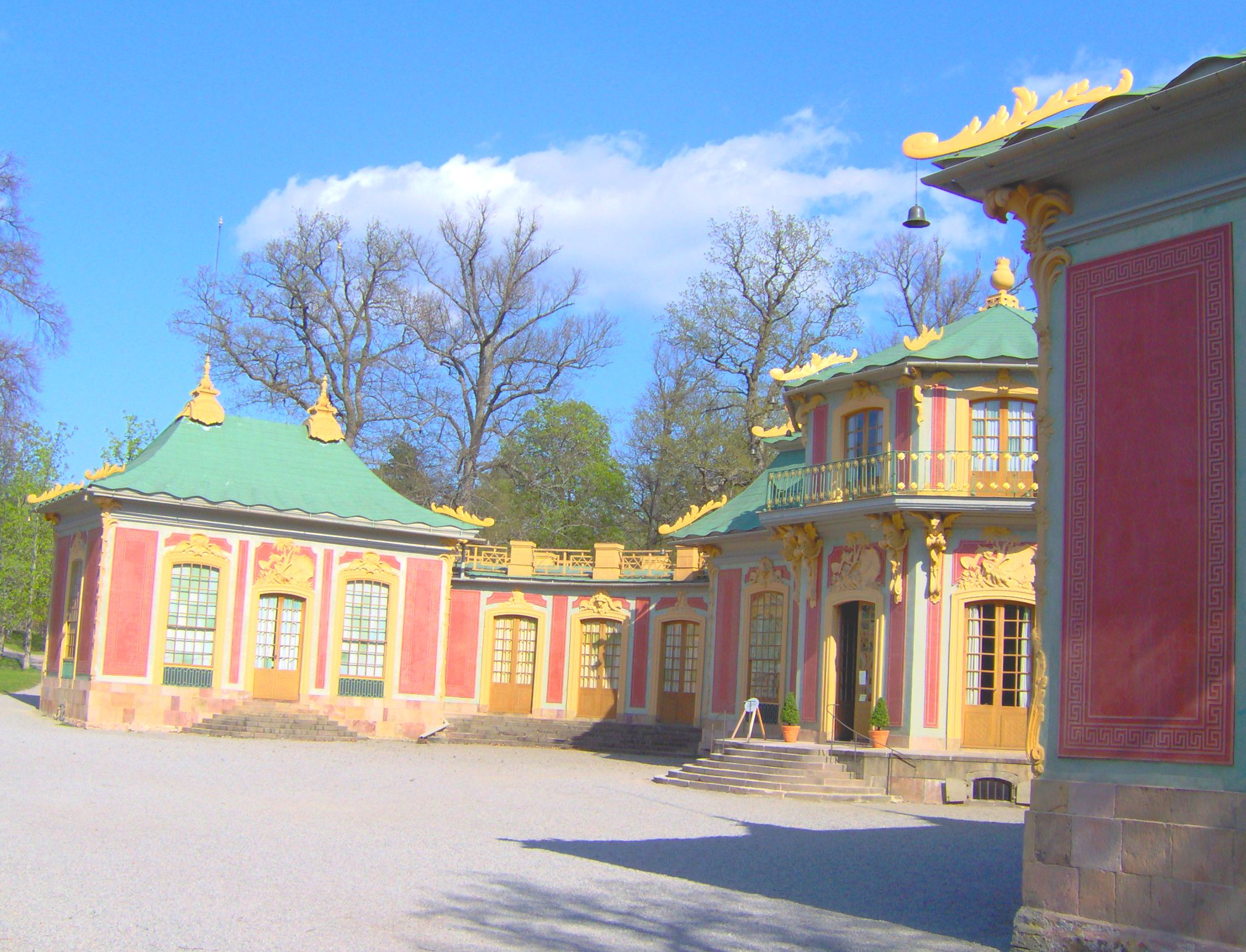
Trung Hoa Các

Trung Hoa Các (tiếng Thụy Điển: Kina slott) tại công viên của Cung điện Drottningholm là một công trình hoàng gia được xây dựng năm 1753. Trung Hoa Các có phong cách kiến trúc Trung Hoa và hiện nay là một trong những Cung điện hoàng gia Thụy Điển.